# Lono

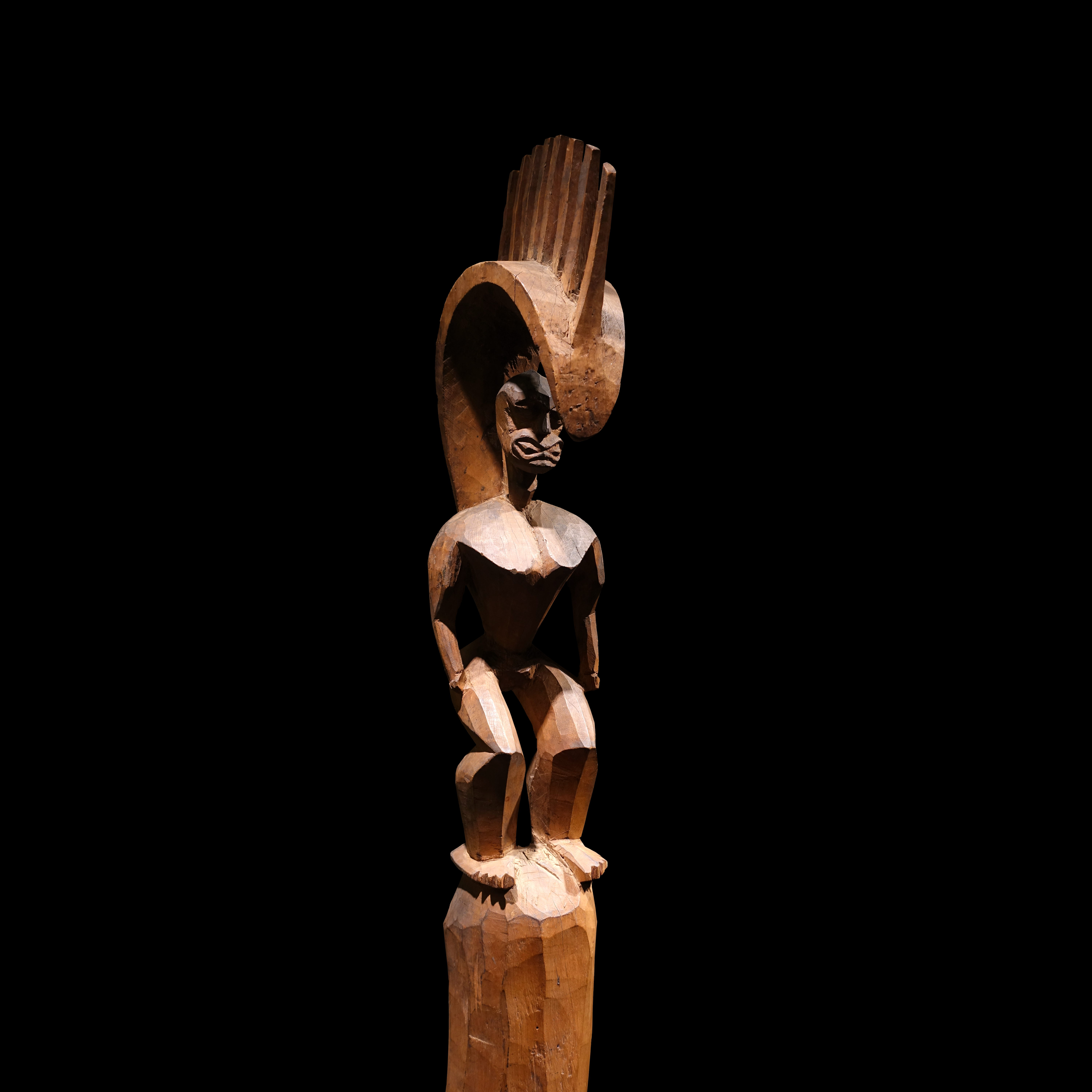
Figura di Lono della fine del XVIII secolo, esposta al Louvre

Nella religione hawaiana , il dio Lono è associato alla fertilità, all'agricoltura, alla pioggia, alla musica e alla pace. In una delle tante storie hawaiane di Lono, è un dio della fertilità e della musica che discese sulla Terra su un arcobaleno per sposare Laka. Nelle tradizioni agricole e di coltivazione, Lono veniva identificata con le piante pluviali e alimentari. Era uno dei quattro dei (con Kū, Kāne e il fratello gemello di Kāne, Kanaloa) che esistevano prima della creazione del mondo. Lono era anche il dio della pace. In suo onore si svolge la grande festa annuale del Makahiki è tenuto. Durante questo periodo (da ottobre a febbraio), la guerra e il lavoro non necessario erano kapu (proibiti).
Nella terminologia meteorologica hawaiana, le tempeste invernali di Kona che portano pioggia nelle zone sottovento sono associate a Lono. Lono porta le piogge e dispensa la fertilità, e come tale veniva talvolta chiamato Lono-makua (Lono il Provveditore). Le cerimonie seguivano un ciclo mensile e annuale. Per 8 mesi all'anno, il luakini (tempio) era dedicato a Ku, con un rigoroso kapus. Quattro periodi (kapu pule) ogni mese richiedevano cerimonie rigorose. I trasgressori potevano vedere le loro proprietà sequestrate da sacerdoti o capi signori, o essere condannati a morte per gravi violazioni.

## Lono e il Capitano Cook
Alcuni nativi hawaiani potrebbero aver identificato erroneamente il capitano James Cook come l'incarnazione di Lono, il che potrebbe aver successivamente causato la morte di Cook (vedi Terzo viaggio di James Cook). Non è chiaro se Cook sia stato scambiato per il dio Lono, o per una delle numerose figure storiche o leggendarie chiamate anche Lono-i-ka-Makahiki. Tradizionalmente si riteneva che il dio Lono fosse apparso come un essere umano che poi istituì i giochi e la tassazione annuale. Prima di partire per "Kahiki", ha promesso di tornare "via mare sulle canoe ʻAuwaʻalalua". Una regina non identificata lo identificò come un "uomo di guerra spagnolo", ricordando il presunto arrivo di un galeone spagnolo. Maria Pukui interpretato questo come "canoa doppia molto grande", da ʻAu[hau]-waʻa-l[o]a-lua. Tuttavia, Pukui potrebbe essersi riferito alla caravella portoghese, che gli hawaiani chiamavano "Auwaʻalalua".

## Altri Lono
Meglio conosciuto nella mitologia hawaiana è un precedente Lono-i-ka-makahiki della linea 'Umi dei governanti dell'isola di Hawaii ali'i (cioè capi, reali). Questo Lono è nato e cresciuto vicino alle tombe di Keawe e dei suoi discendenti, che erano vicino al luogo del monumento del Capitano Cook. Questo Lono potrebbe aver coltivato le arti della guerra e dei giochi di parole, nonché giochi di enigmi e giochi di schivamento della lancia per i Makahiki.
Tuttavia, è improbabile che uno degli ultimi capi regnanti della linea 'Umi fosse il mitologico Lono che partì per Kahiki. Entrambi i capi sono nati alle Hawaii e nessuna leggenda racconta che nessuno dei due sia partito con la promessa di tornare. Un candidato più plausibile per il dio Lono è il leggendario Laʻa-mai-Kahiki (cioè il "Sacro di Tahiti "), che presumibilmente visse diversi secoli prima.
Laʻa arrivò come membro più giovane della famiglia Moikeha del nord di Tahiti, i cui membri più anziani si erano stabiliti in precedenza nell'arcipelago hawaiano. Portò con sé un piccolo tamburo a mano e un flauto per l'hula. Al suo arrivo, la gente del posto sentì il suo flauto e il ritmo del nuovo tamburo, credendo che fosse il dio Kupulupulu.
Kupulupulu era venerato come dio dell'hula, che assumeva anche la forma dell'albero in fiore lehua, nonché il dio della fauna autoctona che sosteneva i primi coloni polinesiani. Soprattutto a Oahu, questo Laʻa-mai-kahiki prese mogli in vari distretti. L'isola di Oahu era la roccaforte del culto di Lono, dove molte famiglie affermavano di discendere da La'a. Sembra che sia tornato a Tahiti almeno una volta prima della sua partenza definitiva. Questo viaggiatore di una grande famiglia tahitiana, che appariva come un dio, arricchiva le feste di Capodanno con giochi e drammi, influenzando infine gli hawaiani facendogli credere che fosse un dio.